# Franz Heinrich von Dalberg
Franz Heinrich von Dalberg (Worms, 8 febbraio 1716 – Friedberg, 9 dicembre 1776) è stato un nobile e politico tedesco.
Barone di Dalberg a di Bad Kreuznach, fu burgravio del castello di Friedberg, in Assia. Fu padre di Karl Theodor von Dalberg, arcivescovo e primate della Confederazione del Reno e di Marianne von Dalberg, reggente del principato di Leyen.

## Biografia
Figlio di Wolfgang Eberhard II von Dalberg (1679-1735), consigliere imperiale e presidente della camera del palatinato, e di sua moglie Anna Maria Greiffenclau zu Vollrads (1695–1768), Franz Heinrich nacque a Worms nel 1716.
Durante la cerimonia d'incoronazione dell'imperatore Francesco I del Sacro Romano Impero che si tenne a Francoforte sul Meno nel 1745, Franz Heinrich von Dalberg venne nominato cavaliere ereditario e presenziò poi anche all'incoronazioen dell'imperatore Giuseppe II del Sacro Romano Impero nel 1764.
Nel 1755 divenne burgravio del castello di Friedberg, in Assia. Dal febbraio 1743 al maggio 1744 fu direttore della cappella musicale della corte dell'elettore del Palatinato e nel contempo fu giudice anziano presso la città di Oppenheim. Divenne quindi consigliere degli elettori di Magonza e di Treviri nonché governatore della città di Worms.

## Matrimonio e figli
Il 19 marzo 1743 all'Eltzer Hof di Magonza, Franz Heinrich von Dalberg sposò la baronessa Maria Sophie Anna von Eltz-Kempenich (5 ottobre 1722 - 30 novembre 1763). Il matrimonio venne celebrato personalmente dall'arcivescovo di Magonza, Philipp Karl von Eltz-Kempenich. Il padre della sposa morì appena due giorni dopo la celebrazione delle nozze e fu dunque lo zio ad occuparsi della dote al posto del fratello. La coppia ebbe insieme i seguenti figli:
- Karl Anton Theodor Maria (8 febbraio 1744, Mannheim - 10 febbraio 1817, Ratisbona), arcivescovo elettore di Magonza, granduca di Francoforte e principe primate della Confederazione del Reno
- Marianne Helena (21 marzo 1745, Magonza - 10 luglio 1804, Francoforte sul Meno), sposò Francesco Carlo di Leyen il 16 settembre 1765 e dopo la morte di questi il 26 settembre 1775, fu per un breve periodo reggente della contea di Leyen per conto del figlio.
- Louisa Maria Ferdinanda Philippina (30 maggio 1746 - 3 ottobre 1746, Magonza)
- Sophie Charlotte Henrica Antonetta Eva Walburgis (6 giugno 1747 - 20 aprile 1748, Magonza)
- Maria Elisabeth Anna Lioba Philippina (22 giugno 1748 - 9 dicembre 1750)
- Wolfgang Heribert Tobias Otto Maria Johannes Nepomuk (18 novembre 1750, Herrnsheim - 27 settembre 1806, Mannheim) fu ministro di stato alla corte di Baden, dal 1778 divenne direttore del Teatro Nazionale di Mannheim. Il 15 agosto 1771 sposò Elisabeth Augusta Ulner von Dieburg.
- Philippina Maria Anna Frederike Karolina (11 luglio 1754 - 26 settembre 1754)
- Maria Anna Fredericia Walburgis (11 agosto 1755 - 16 febbraio 1757)
- Antonetta Franziska Maria (11 luglio 1757 - 26 settembre 1818), monaca del monastero di St. Maria im Kapitol a Colonia dal 1781.
- Johann Friedrich Hugo Nepomuk Eckenbert (17 maggio 1760, Magonza - 26 luglio 1812, Aschaffenburg), canonico a Treviri, Spira e Worms. Fu anche scrittore e compositore di musica.
- Franz Karl Friedrich Eckenbert (21 marzo 1751, Magonza - 1781), canonico a Magonza.
- Maria Johanna Franziska Hyacintha Walburgis (17 agosto 1761, Magonza - 8 gennaio 1762, Magonza)